# 2MASS J11193254-1137466
2MASS J11193254–1137466（多くの場合、2MASS J1119–1137と短縮される）は、惑星質量天体のA・Bからなる連星である。地球からコップ座の方向に約86 ± 23光年離れた場所に存在する。2MASS J1119–1137を構成するそれぞれの天体の質量は、木星質量のおよそ4倍である。これらは、約1000万年の年齢の天体が属しているうみへび座TWアソシエーションの一部である。

## 概要
この天体は、カナダ、アメリカ、チリの科学者らが、異常に赤い褐色矮星を探索しているときに発見された。探索にはスローン・デジタル・スカイサーベイ（SDSS）、2MASS、広域赤外線探査衛星（WISE）の3つのサーベイのデータを使用した。2MASS J1119–1137は最も赤みの強い天体の一つであり、著者によれば、最も興味深い天体であったとのことである。この成果は2015年12月に発表された。
2016年4月、この天体の初めての詳細な研究結果が発表された。研究者は、ジェミニ天文台の望遠鏡で赤外線分光の観測を行った。
2016年11月と2017年3月に、W・M・ケック天文台望遠鏡によって2MASS J1119–1137が補償光学技術で撮像され、連星であることが明らかになった。構成する天体の角距離は0.13788 ± 0.00034秒角（これは3.6 ± 0.9天文単位に相当する）で、両者の大きさはほぼ等しい。この系の総質量は7.4+2.5
−1.9木星質量である。また、総光度は約0.00004太陽光度である。推定公転周期は90+80
−50年である。
若い褐色矮星の典型的な自転周期が10時間であるのに対し、連星の片方は3.02+0.04
−0.03時間の周期で高速回転している。

## 太陽系外衛星候補
2021年8月、研究者はハビタブルゾーンの中を公転している1.7地球半径の太陽系外衛星の兆候を発見した。太陽系外衛星（太陽系外の惑星質量天体の周囲を公転する衛星）は2MASS J1119–1137の天体のうち1つを通過している。この衛星候補の単一のトランジットの可能性が、保存されたスピッツァー宇宙望遠鏡のデータから検出された。この研究では、検出された事象は主星の惑星の大気の変動（雲・天候）によって引き起こされた可能性があると判断されたが、太陽系外衛星とも一致した。